# Ave de Prata
| Críticas profissionais | Críticas profissionais |
| Avaliações da crítica  | Avaliações da crítica  |
| Fonte                  | Avaliação              |
| ---------------------- | ---------------------- |
| Clique Music           | 2.5 de 5 estrelas.     |

Ave de Prata é o álbum de estreia da cantora, compositora brasileira Elba Ramalho, lançado em setembro de 1979.
O trabalho se destaca pelas inúmeras participações especiais, tais como: Dominguinhos, Zé Ramalho, Geraldo Azevedo, Sivuca, Lulu Santos, Robertinho de Recife, Danilo Caymmi, Paulo Jobim, Vinícius Cantuária, Jackson do Pandeiro, Chico Batera, Amelinha, etc. No repertório, encontramos canções compostas por Zé Ramalho, Chico Buarque, Geraldo Azevedo, Carlos Fernando, Cátia de França, Walter Franco, entre outros.

## Faixas
| N.º | Título                            | Compositor(es)                    | Duração |  |
| 1.  | "Canta Coração"                   | Geraldo Azevedo e Carlos Fernando | 3:35    |  |
| 2.  | "Não Sonho Mais"                  | Chico Buarque                     | 2:06    |  |
| 3.  | "Veio D’Água"                     | Luis Ramalho                      | 3:18    |  |
| 4.  | "Razão de Paz"                    | Novelli e Márcio Borges           | 2:42    |  |
| 5.  | "Baile de Máscaras"               | Pedro Osmar                       | 3:52    |  |
| 6.  | "Filho das Índias"                | Vinicius Cantuária                | 2:54    |  |
| 7.  | "Ave de Prata"                    | Zé Ramalho                        | 4:24    |  |
| 8.  | "Kukukaya (Jogo da Asa da Bruxa)" | Cátia de França                   | 4:05    |  |
| 9.  | "Cartão Postal"                   | David Tygel e Cacaso              | 2:26    |  |
| 10. | "O Dia do Criador"                | Walter Franco                     | 3:21    |  |
| 11. | "Bodocongó"                       | Humberto Teixeira e Cícero Nunes  | 3:29    |  |